# Kelemen Gusztáv
Kelemen Gusztáv (Budapest, 1956. szeptember 2. – 2017. április 2.) labdarúgó. Az 1974–1975-ös Kupagyőztesek Európa-kupája döntőjébe jutott Ferencváros tagja.

## Pályafutása

### Klubcsapatban
A Ferencváros saját nevelésű játékosa volt. 1974-ben ifjúsági bajnoki címet szereztek 11 év után. Ekkor került végleg az első csapathoz olyanokkal, mint: Ebedli, Nyilasi, Viczkó, Takács, Onhausz, Rab. Ezzel a csapattal vágtak neki az 1974–1975-ös KEK szezonnak, ahol a döntőig meneteltek. A következő idényben bajnokok és kupagyőztesek lettek egyszerre. 1978-ban sorkatonai szolgálata idejére a H. Szabó Lajos SE játékosa lett. Innen már Csepelre került és pályafutása végéig – 1987-ig - itt játszott. Csepelen a legjobb eredménye 1983-ban elért bajnoki 4. hely volt.

### A válogatottban
1982-ben egy alkalommal szerepelt a válogatottban. 1983-ban 6 alkalommal lépett pályára az olimpia válogatott színeiben.

## Sikerei, díjai
- Magyar bajnokság
  - bajnok: 1975–76
  - 3.: 1974–75, 1976–77
- Magyar kupa (MNK)
  - győztes: 1976
- Kupagyőztesek Európa-kupája (KEK)
  - döntős: 1974–75

## Statisztika

### Mérkőzése a válogatottban
| Magyarország | Magyarország         | Magyarország             | Magyarország  | Magyarország | Magyarország | Magyarország       | Magyarország | Magyarország |
| #            | Dátum                | Helyszín                 | Hazai         | Eredmény     | Vendég       | Kiírás             | Gólok        | Esemény      |
| ------------ | -------------------- | ------------------------ | ------------- | ------------ | ------------ | ------------------ | ------------ | ------------ |
| 1.           | 1982. október 6.     | Párizs, Parc des Princes | Franciaország | 1 – 0        | Magyarország | barátságos         | -            | 85'          |
|              | 1983. március 23.    | Veliko Tarnovo           | Bulgária      | 1 – 1        | Magyarország | olimpiai selejtező | -            | 66'          |
|              | 1983. április 13.    | Budapest, Csepel stadion | Magyarország  | 3 – 1        | Görögország  | olimpiai selejtező | -            | 73'          |
|              | 1983. szeptember 7.  | Budapest, Népstadion     | Magyarország  | 0 – 1        | Szovjetunió  | olimpiai selejtező | -            |              |
|              | 1983. szeptember 21. | Drama                    | Görögország   | 1 – 2        | Magyarország | olimpiai selejtező | -            |              |
|              | Összesen             |                          |               | 1            | mérkőzés     |                    | 0            | gól          |